# کارول آن دافی
کارول آن دافی (انگلیسی: Carol Ann Duffy؛ زادهٔ ۲۳ دسامبر ۱۹۵۵) شاعر و نمایشنامه‌نویس اسکاتلندی است.